# Vetés (mezőgazdaság)

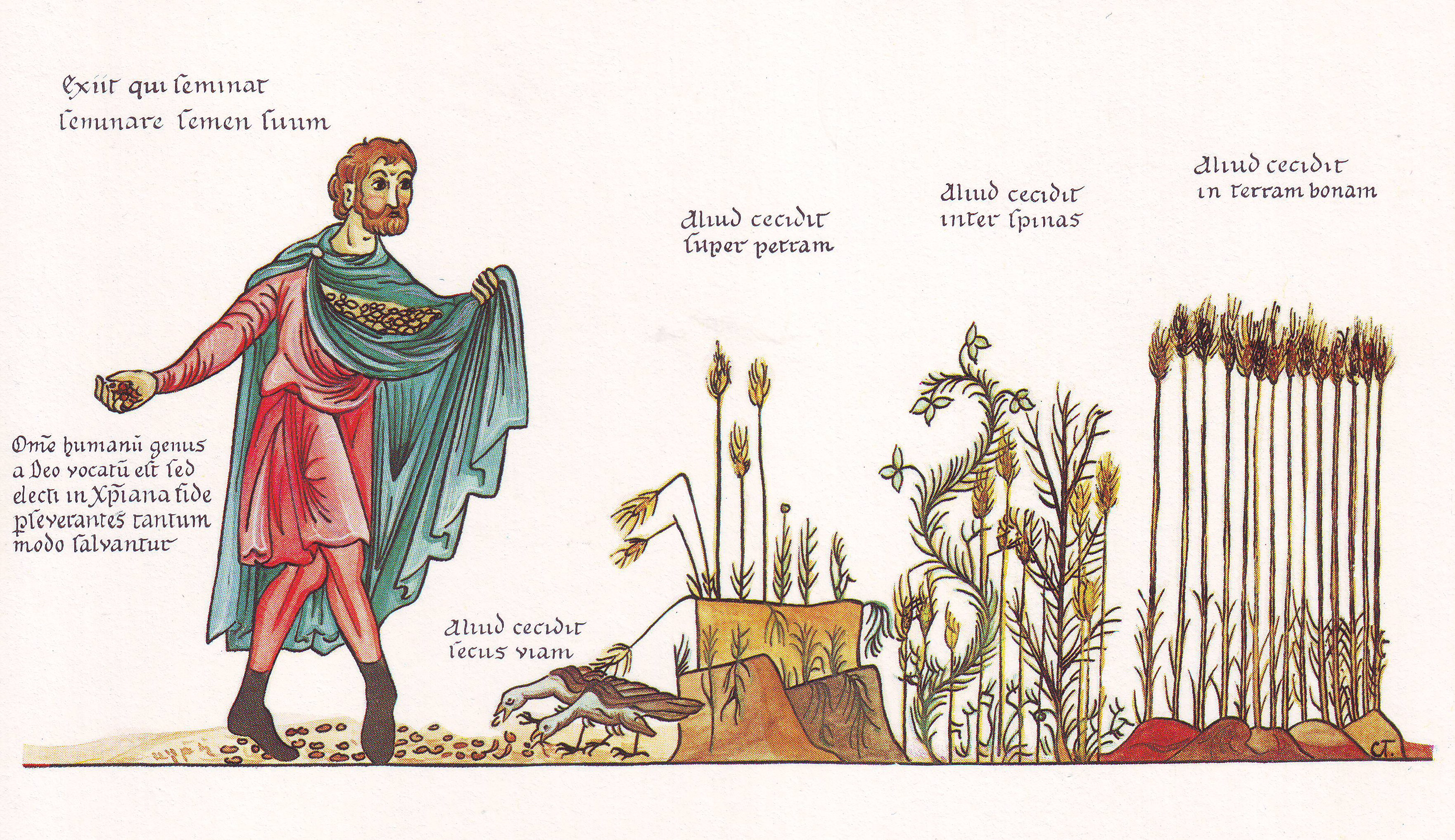
A Hortus deliciarum („Örömök kertje”) című középkori kódex illusztrációja (1180)

A vetés a termőföld, szántó, kert maggal történő beszórása. A 20. század előtt kizárólag kézzel végezték ezt a munkát, a modern földművelésben ezt is gépesítették. A vetést végző ember nyakába akasztott abroszból vagy vetőzsákból, ritkábban derékra kötött kötényből végzi a munkát, egyik kezével a zsák száját/abrosz összefogott végét fogja, a másikkal a magokat szórja szét. Ütemesen lépve egy-egy marék magot ívben elszór maga előtt. Egyes vidékeken csak minden második lépéskor szórnak, vagyis „ugyanarra a lábra vetnek”. Az egyenlőtlenül beszórt területeket utólag bepergetik. Ezzel a módszerrel főként kukoricát, gabonát vetettek, lent és kendert, takarmányfélék magvait. A 20. század elején jelentek meg a vetőgépek, de a Kárpát-medence keleti területein a kollektivizálásig így vetettek.

## Vetési módok
Két fő típus az alul vetés és a fölül vetés. Az alul vetés esetében, melyet a 19. század előtt alkalmaztak, puszta tarlóra vetettek, amit azonnal be is szántottak. A fölül vetés esetében, amit a 19. századtól napjainkig használnak, a már felszántott földre vetik a magokat.

### Kukorica
A kukorica vetését az 1920-as évektől kezdve az ország minden területén a soros műveléshez alkalmazkodó vetési móddal végezték. Ezt házi készítésű vetőalkalmatosságokkal oldották meg, csak a módosabb gazdaságokban alkalmaztak ehhez vetőgépet. Általános volt sorhúzó után kapával vetni vagy eke által húzott barázdákba szórni a magot.
A barázda élére való vetés esetén a vető sarkával üt gödröt, szemet dob bele, majd a sarkával betemeti.
Hosszú nyelű ültetőbottal való vetés is sorhúzót vagy barázdaélet követ; ez a vetési mód kevés helyen fordult elő (Dél-Dunántúl, Tiszántúl pár vidéke).

### Burgonya
A burgonya vetési módjai nagyjából egyeznek a kukorica vetési módjaival. Kapával sorban haladva vetették, később sorhúzót is használtak. A 20. század elején terjedt el, hogy barázda mentén vessék a krumplit, de ez csak a burgonyatermő vidékeken lett általánossá.
Ültetőfát Tolnában és Somogyban használtak.

## Vetéshez kapcsolódó hiedelmek
A kenyérgabonák vetésének minden mozzanatát hiedelmek kísérték, melyek nagy része az egész magyar nyelvterületen ismertek voltak.
- A vetőmag kiválasztása: holdfogytával kezdték kiválogatni; Kisasszony napján hajnalban a harmatra tették, hogy ne üszkösödjön meg.

- Vetés időpontjának kiválasztása: holdfogytán tilos; Üszögös Szent Péter napján (április 29.) tilos;[1] ha holdtöltekor vetettek, a hit szerint tele lettek a szemek; nem vetettek Szent Mihály hetén, mert „vadócos” lett volna; a legjobb időpont a „búzahét” vagy Ferenc-hét volt, az a hét, amibe október 4. esik; őszi vetés nem kezdődhet hétfőn;

- Vető személye: előző nap tilos volt asszonnyal hálnia; lábat kellett mosnia, tiszta fehérneműt öltenie; egyes vidékeken áldoznia kellett vagy templomba mennie; ruhájába olykor fokhagyma került, hogy a boszorkányok meg ne rontsák;

- A mag: szentelt barkát, Kalotaszegen anyatejet vagy a vető levágott körmét kevertek közé; a kocsiban pozdorját tettek alá; e napon tilos volt kenyeret sütni, nehogy üszkös legyen a gabona; szántóföldre menet a kocsin a vetőmagot tartalmazó zsákot szájával hátrafelé fordították, hogy a termés is a ház felé siessen;

- A vetés művelete: a vető levette kalapját, a római katolikusok keresztet vetettek; három magot tett a nyelve alá, és végig néma maradt; közben pipázni tilos volt;

- A vetés vége: magasba dobták a zsákot, hogy magas legyen a vetés; a szájba vett három magot a szomszéd földjébe dugták, s azt mondták: „Verebek, madarak, ezt egyétek meg!”; a vetőabroszt a ház tetejére dobták, hogy a jég el ne verje a vetést.